# Zoilo (prefetto del pretorio)
Zoilo (latino: Zoilus; fl. 433-451) fu un funzionario dell'Impero romano d'Oriente.

## Biografia
Prima del 443 ricoprì una carica che lo poneva al governo della Siria, o come Comes Orientis o come Consularis Syriae; prima che Anatolio divenisse magister militum (carica in cui è attestato nel 443), Zoilo, Memnonio e Callisto furono mandati ad Antiochia dall'imperatore Teodosio II, e in questa città Zoilo fece erigere una stoà imperiale.
Prima del 442 ricoprì una prefettura del pretorio, onoraria o forse quella dell'Illirico; nel 444 fu Prefetto del pretorio d'Oriente.
Nel 451 partecipò a diverse sessioni del concilio di Calcedonia; assunse posizioni contrarie a quelle dei nestoriani.